# Tossal Forner

El Tossal Forner, respecte del terme d'Abella de la Conca

El Tossal Forner és una muntanya de 1.178,4 metres d'altitud del terme municipal d'Abella de la Conca, a la comarca del Pallars Jussà.
Es troba a la part nord de la vall del barranc de la Vall, a l'extrem sud-est de la Costa del Meler, a la riba esquerra del barranc de Caborriu. És al sud-oest de Casa Montsor i al sud del Tossal del Meler. És també al nord-oest del Coll de Pi Socarrat i del Turó de l'Espluga Redona.

## Etimologia
Aquest topònim procedeix de la unió de dos mots comuns romànics: tossal, una de les denominacions per a les elevacions de terreny (una de les que s'utilitza per a muntanyes aïllades), i del mot comú forner, amb el mateix significat actual. Es desconeix, però l'origen de la unió d'aquests dos conceptes.